# 洪胜范
洪勝範（： Hong Seung-Bum，1991年12月28日—），韓國男演員。

## 演出作品

### 电视剧
- 2017年：SBS 《理判事判》飾演 南允日
- 2018年：MBC 《過來抱抱我》飾演 廉智弘
- 2018年：YouTube《我這像狗一樣的愛情》飾演 尹时德
- 2018年：oksusu《比捨堂遠比議政府近第三季》飾演 강투철
- 2018年：SBS《福秀回來了》飾演 崔道賢
- 2019年：NaverTV《不當男性朋友，當男友》
- 2020年：MBC《老頑固實習生》飾演 金勝真
- 2023年：tvN《神聖的偶像》飾演 崔正敘
- 2023年：tvN《有利的詐欺》飾演 Ringo[1][2]

### 電影
- 2019年：《驅魔使者》飾演 過去的黑色主教
- 2021年：《室友不是人》飾演 氣頭

## 外部連結
- 洪胜范的Instagram帳戶